# Temporada 1922-1923 del Liceu
La Temporada 1922-1923 va ser la que Rosina Storchio es retirà del Liceu amb Madama Butterfly. La Storchio havia estat la primera Butterfly a l'estrena absoluta a la Scala de Milà, 17 de febrer de 1904.
| Temporada 1922-1923 del Liceu |                         |                    |                   | |           |                                 |
| Òpera                         | Compositor              | Director musical   | Director d'escena | Papers principals | Producció | Dates                           |
| La dama de piques             | Piotr Ilitx Txaikovski  | Serge Koussevitzky | Andoga Juroff     | Natalia Iermolenko-Iujina, Maria Davidoff, Elena Sadoven, Stefan Bielina, Ivan Ivanzoff, Konstantin Kaidanoff |           | 1 de desembre                   |
| La favorita                   | Gaetano Donizetti       | Alfredo Padovani   | Gaspare Bartera   | Aurora Buades, Hipòlit Lázaro, Celestina Sarobe, Gabriel Olaizola, Vicenç Gallofré, Alexina Zanardi |           | 2, 10 desembre                  |
| Madama Butterfly              | Giacomo Puccini         | Alfredo Padovani   |                   | Rosina Storchio (21 desembre), Carme Bau-Bonaplata (gener; febrer), Elena Lucci, Purita Taboada, Angelo Pintucci, Emilio Ghirardini, Vicenç Gallofré, Antoni Oliver, Conrad Giralt, Josep Ricart, Josep Rafart                    |           | 21 desembre; 14 gener; 3 febrer |
| Rigoletto                     | Giuseppe Verdi          | Josep Sabater      |                   | Angelo Pintucci, Segismund Zaleski (28 desembre; 1 gener) / Emilio Ghirardini? (3 gener), Albertina Cassani, Gabriel Olaizola, Elena Lucci                                                                                        |           | 28 de desembre, 1 i 3 de gener  |
| Marianela                     | Jaume Pahissa           | Jaume Pahissa      |                   | Carlota Dahmen, Conchita Velázquez, Gabriel Olaizola, Joan Nadal, Celestino Sarobe |           | 31 de març                      |
| Thaïs                         | Jules Massenet          | Josep Sabater      |                   | Alfred Maguenat, Marie Rozanne, Vicenç Gallofré, Josefina de Mauro, Conrad Giralt |           | 1 al 6 d'abril                  |
| Der fliegende Holländer       | Richard Wagner          | Joseph Stransky    | Francesc Rayer    | Josef von Manowarda, Lilly Hafgren, Otto Wolf (dia 17), Richard Schubert (dia 21), Maria Olszewska, Vicenç Gallofré, Wilhelm Buers                                                                                                |           | 17 i 21 d'abril                 |
| Carmen                        | Georges Bizet           | Alfredo Padovani   |                   | Aurora Buades, Enrique Álvarez/Stefan Bielina, Emilio Ghirardini, Olga Guerrieri |           |                                 |
| El barber de Sevilla          | Gioachino Rossini       | Alfredo Padovani   |                   | Charles Hackett, Gaetano Rebonato, Elvira de Hidalgo, Celestino Sarobe, Giorgio Melnik, Antoni Oliver, Alexina Zanardi, Vicenç Gallofré                                                                                           |           |                                 |
| Tristan und Isolde            | Richard Wagner          | Max von Schillings | Georg Hartmann    | Karl Hoffmann, Hermann Marowski, Lilly Hafgren, Wilhelm Rode, Alessandro Antonoff, Margarethe Arndt-Ober, Vicenç Gallofré, Conrad Giralt                                                                                          |           |                                 |
| Le nozze di Figaro            | Wolfgang Amadeus Mozart | Fritz Stiedry      |                   | Karl Renner, Emmy Bettendorf-Heckmann, Elisabeth Schumann, Leo Schützendorf, Elfriede Marherr-Wagner, Alexina Zanardi, Gaetano Rebonato, Waldemar Henke, Vicenç Gallofré, Sales, Conrad Giralt, Purita Taboada, Josefina de Mauro |           | 16 de gener                     |